# Coupable ?
Pour plus de détails, voir Fiche technique et Distribution.
Coupable ? est un film français écrit et réalisé en 1950 par Yvan Noé, sorti en 1951. C'est une adaptation du roman Plaidant coupable de l'architecte belge Mario Van Montfort (né en 1912), devenu ensuite auteur de romans policiers.

## Synopsis
Sans le sou et désabusé, Noël Portal s'apprête à se tirer une balle dans la tête dans un bar quand un individu louche lui propose d'escroquer un homme, Charles Walter, qui a perdu une reconnaissance de dette. Noël se rend au domicile de ce dernier, mais il renonce à commettre ce forfait. Il sympathise même avec Walter, qui lui prête 50.000 anciens francs pour l'aider à repartir du bon pied. Devenu agent immobilier, Noël quitte néanmoins cet emploi lucratif pour rejoindre Walter et son épouse volage, Line, qui ont déménagé et dirigent désormais une exploitation forestière. Noël devient l'associé de Walter, à parts égales, jusqu'au jour où le contremaître Victor Merenda, qui courtisait Line, est assassiné. Convaincu que son Walter est l'assassin, Noël décide de s'accuser du meurtre pour s'acquitter de sa dette morale envers son associé, à qui il doit tout.

## Fiche technique
- Réalisation : Yvan Noé
- Scénario : Yvan Noé, d'après l'œuvre originale de Mario Van Montfort
- Dialogues : Yvan Noé
- Décors : Émile Alex
- Photographie : Roger Arrignon
- Photographe de Plateau : Léo Mirkine
- Montage : Henriette Caire
- Musique : Wal-Berg
- Sociétés de production : Alkam Films, Les Films Alexandre Kamenka
- Pays d'origine :  France
- Format : Noir et blanc -  Son mono
- Genre : Drame
- Durée : 83 minutes
- Date de sortie :
- France - 29 juin 1951
- Affiche : Jacques Bonneaud (France)

## Distribution
- André Le Gall : Charles Walter, un exploitant forestier
- Raymond Pellegrin : Noël Portal
- Arlette Accart : Line Walter, la femme infidèle de Charles
- Junie Astor : Suzanne
- Roger Monteaux : L'avocat
- Charles Moulin : Joseph, le vrai coupable
- Gustave Hamilton
- René Maupré
- Victor Merenda : Le contremaitre